# Idaea macrostyla
Idaea macrostyla là một loài bướm đêm trong họ Geometridae.